# Wereldkampioenschappen baanwielrennen 1963
De wereldkampioenschappen baanwielrennen 1963 werden gehouden van 1 tot en met 7 augustus 1963 in het Stade Vélodrome de Rocourt in het Belgische Rocourt. Er stonden negen onderdelen op het programma, drie voor beroepsrenners, vier voor amateurs en twee voor vrouwen. 

## Uitslagen

### Beroepsrenners
| Onderdeel     | Goud            | Goud   | Zilver         | Zilver    | Brons          | Brons     |
| ------------- | --------------- | ------ | -------------- | --------- | -------------- | --------- |
| Sprint        | Sante Gaiardoni | Italië | Antonio Maspes | Italië    | Jos De Bakker  | België    |
| Achtervolging | Leandro Faggin  | Italië | Peter Post     | Nederland | Henk Nijdam    | Nederland |
| Stayeren      | Leo Proost      | België | Paul Depaepe   | België    | Robert Varnajo | Frankrijk |

### Amateurs
| Onderdeel            | Goud                                                                  | Goud        | Zilver                                                                   | Zilver                         | Brons                                                       | Brons               |
| -------------------- | --------------------------------------------------------------------- | ----------- | ------------------------------------------------------------------------ | ------------------------------ | ----------------------------------------------------------- | ------------------- |
| Sprint               | Patrick Sercu                                                         | België      | Sergio Bianchetto                                                        | Italië                         | Pierre Trentin                                              | Frankrijk           |
| Achtervolging        | Jean Walschaerts                                                      | België      | Stanislav Moskvin                                                        | Sovjet-Unie                    | Hugh Porter                                                 | Verenigd Koninkrijk |
| Ploegenachtervolging | Arnold Belgardt Sergeï Teretschenkov Stanislav Moskvin Viktor Romanov | Sovjet-Unie | Lothar Claesges Clemens Grossimlinghaus Karl-Heinz Henrichs Ernst Streng | Bondsrepubliek Duitsland       | Deut Hansen Preben Isaksson Leif Larsen Kurt Kurt Vid-Stein | Denemarken          |
| Stayeren             | Romain De Loof                                                        | België      | Karl-Heinz Matthes                                                       | Duitse Democratische Republiek | Uli Cuginbuhl                                               | Zwitserland         |

### Vrouwen
| Onderdeel     | Goud             | Goud                | Zilver            | Zilver      | Brons             | Brons       |
| ------------- | ---------------- | ------------------- | ----------------- | ----------- | ----------------- | ----------- |
| Sprint        | Galina Ermolaeva | Sovjet-Unie         | Irina Kiritchenko | Sovjet-Unie | Valentina Savina  | Sovjet-Unie |
| Achtervolging | Beryl Burton     | Verenigd Koninkrijk | Yvonne Reynders   | België      | Lyubov Rjabchenko | Sovjet-Unie |

### Medaillespiegel
| Plaats | Land                           | Goud | Zilver | Brons | Totaal |
| 1      | België                         | 4    | 2      | 1     | 7      |
| 2      | Sovjet-Unie                    | 2    | 2      | 2     | 6      |
| 3      | Italië                         | 2    | 2      | 0     | 4      |
| 4      | Verenigd Koninkrijk            | 1    | 0      | 1     | 2      |
| 5      | Nederland                      | 0    | 1      | 1     | 2      |
| 6      | Duitse Democratische Republiek | 0    | 1      | 0     | 1      |
| 6      | Bondsrepubliek Duitsland       | 0    | 1      | 0     | 1      |
| 8      | Frankrijk                      | 0    | 0      | 2     | 2      |
| 9      | Zwitserland                    | 0    | 0      | 1     | 1      |
| 9      | Denemarken                     | 0    | 0      | 1     | 1      |
| Totaal | Totaal                         | 9    | 9      | 9     | 27     |